# Armada Music
Armada Music – wytwórnia muzyczna, założona w 2003 roku m.in. przez Armina van Buurena.
Jest to niezależna holenderska firma specjalizująca się głównie w gatunku trance.

## Wytwórnie płytowe
- 2-Dutch Records
- #Goldrush (dołączył do Armady w 2014 roku)
- Armada Captivating
- Armada Deep
- Armada Trice
- Armada Chill
- Armind
- Aropa Records
- A State of Trance
- Future Sound of Egypt (dołączył do Armady w 2010 roku)
- Future Sound of Egypt Excelsior (dołączył do Armady w 2014 roku)
- IHU Records
- In My Opinion (dołączył do Armady w 2013 roku)
- JEE
- Mainstage Music
- Modena Records
- Organied Nature
- Perfecto Records (dołączył do Armady w 2010 roku)
- Perfecto Fluoro
- Re*Brand
- Statement!
- The Bearded Man
- Wake Your Mind (dołączył do Armady w 2013 roku)
- Who's Afraid of 138?! (dołączył do Armady w 2013 roku)
- Zouk

## Poprzednie wytwórnie
- 68 Recordings
- 6K Music
- AVA Recordings
- Bandung
- Bits & Pieces
- Black Boob Audio
- Captivating Sounds
- Club Elite
- Coldharbour Recordings
- Cryon
- Cyber Records
- Electronic Elements
- Fame
- Fine Human
- M Recordings
- Magic Island
- Planet Love
- Plus 39
- S107
- Soundpiercing
- State Records
- Stoney Boy
- Subculture
- Trice
- VANDIT

## Artyści
- Aleksandr Popov
- Alexandre Bergheau
- Aly & Fila
- Andrew Rayel
- Antillas
- Arctic Moon
- Arisen Flame
- Armin van Buuren
- Audien
- Ben Gold
- Bjorn Akesson
- Bobina
- Booka Shade
- Brodanse
- BT
- Chicane
- Chris Schweizer
- Christian Burns
- Cosmic Gate
- Dan Thompson
- Dash Berlin
- David Gravell
- Denis Kenzo
- Dirty Rush & Gregor Es
- DoubleV
- Driftmoon
- Eximinds
- Fady & Mina
- Faruk Sabanci
- Heatbeat
- Husman
- Jerome Sima-Ae
- Jochen Miller
- Jorn van Deynhoven
- KRONO
- Lost Frequencies
- Lustral
- Maison & Dragen
- Mark Sherry
- Markus Schulz
- Mark Sixma
- MaRLo
- Max Graham
- Mischa Daniels
- Mohamed Ragab
- Neptune Project
- Omnia
- Ørjan Nilsen
- Paul Oakenfold
- Photographer
- Planet of Sound
- Protoculture
- Ralphie B
- RAM
- Rex Mundi
- Rodg
- Ruben de Ronde
- Sean Tyas
- Sebastian Brandt
- Shogun
- Signum
- Simon Patterson
- Skypatrol
- Skytech
- Solid Stone
- Tenisha
- The Space Brothers
- Tiga
- Tjalling Reitsma
- Tomas Heredia
- Tom Swoon
- Tritonal
- Tube & Berger
- tyDi
- Vast Vision
- Wach
- W&W